# Jüdischer Friedhof (Rychnov nad Kněžnou)
Koordinaten: 50° 9′ 57,9″ N, 16° 16′ 1,4″ O

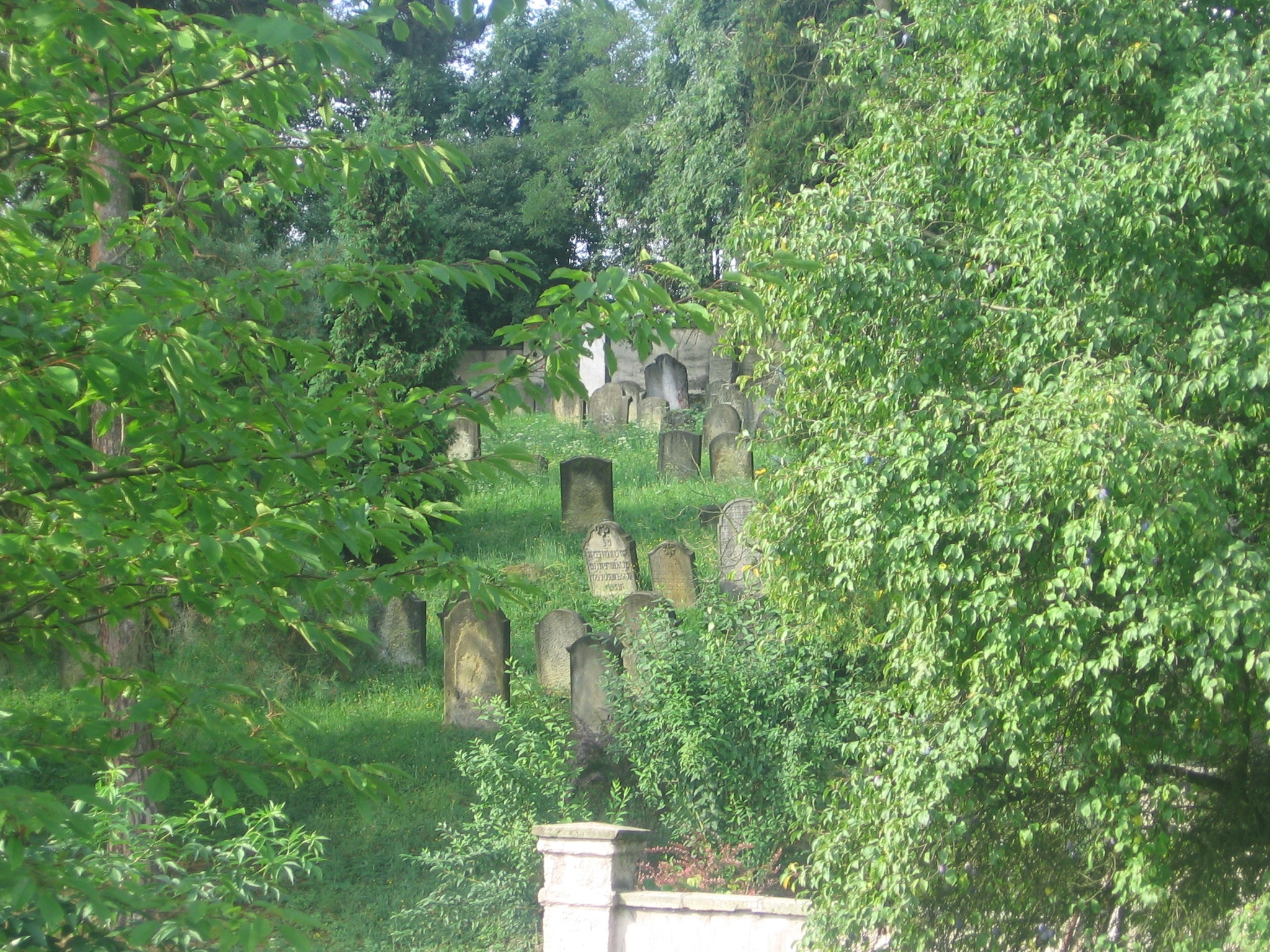
Jüdischer Friedhof in Rychnov nad Kněžnou

Der Jüdische Friedhof in Rychnov nad Kněžnou (deutsch Reichenau an der Knieschna), einer Stadt im Královéhradecký kraj in Tschechien, wurde vermutlich gegen Ende des 16. Jahrhunderts angelegt. Der jüdische Friedhof ist seit 1988 ein geschütztes Kulturdenkmal.
Die ältesten Grabsteine (Mazevot) datieren aus dem Jahre 1690.